# Chloropinae
Sous-famille
Les Chloropinae sont une sous-famille d'insectes diptères brachycères de la famille des Chloropidae.

## Genres
Anathracophaga, Cetema, Chlorops, Chloropsina, Chromatopterum - Diplotoxa, Ectecephala, Elliponeura, Epichlorops, Homaluroides, Lasiosina, Meromyza, Neodiplotoxa, Neoloxotaenia, Parectecephala, Semaranga, Thaumatomyia, Trigonomma